# Faliszewice
Faliszewice – wieś w Polsce, położona w województwie małopolskim, w powiecie tarnowskim, w gminie Zakliczyn.
| SIMC    | Nazwa     | Rodzaj    |
| ------- | --------- | --------- |
| 0836490 | Kamieniec | część wsi |
| 0836508 | Kąty      | część wsi |
| 0836514 | Osieki    | część wsi |
| 0836520 | Pogwizdów | część wsi |

W latach 1975–1998 wieś administracyjnie należała do województwa tarnowskiego.
Prywatna wieś szlachecka Faliszowice, własność kasztelanowej krakowskiej Anny z Sieniawskich Jordanowej, położona była w 1595 roku w powiecie sądeckim województwa krakowskiego.
Do 2005 roku wieś nosiła niepoprawną nazwę "Faliszowice", wynikającą z pomyłki popełnionej przez urzędnika w XVIII wieku; błędna nazwa została skorygowana zgodnie z wolą mieszkańców dzięki przychylności władz lokalnych.